# Orléans (quận)
Quận Orléans là một quận của Pháp, nằm ở tỉnh Loiret, ở vùng Centre-Val de Loire. Quận này có 24 tổng và 122 xã.

## Các đơn vị hành chính

### Các tổng
Các tổng của quận Orléans là: 
1. Artenay
2. Beaugency
3. Châteauneuf-sur-Loire
4. Chécy
5. Cléry-Saint-André
6. La Ferté-Saint-Aubin
7. Fleury-les-Aubrais
8. Ingré
9. Jargeau
10. Meung-sur-Loire
11. Neuville-aux-Bois
12. Olivet
13. Orléans-Bannier
14. Orléans-Bourgogne
15. Orléans-Carmes
16. Orléans-La Source
17. Orléans-Saint-Marc-Argonne
18. Orléans-Saint-Marceau
19. Ouzouer-sur-Loire
20. Patay
21. Saint-Jean-de-Braye
22. Saint-Jean-de-la-Ruelle
23. Saint-Jean-le-Blanc
24. Sully-sur-Loire

### Các xã
Các xã của quận Orléans, và mã INSEE là: 
| 1. Ardon (45006)                     | 2. Artenay (45008)                   | 3. Baccon (45019)                      | 4. Baule (45024)                     |
| 5. Beaugency (45028)                 | 6. Boigny-sur-Bionne (45034)         | 7. Bonnée (45039)                      | 8. Bou (45043)                       |
| 9. Bougy-lez-Neuville (45044)        | 10. Boulay-les-Barres (45046)        | 11. Bouzy-la-Forêt (45049)             | 12. Bray-en-Val (45051)              |
| 13. Bricy (45055)                    | 14. Bucy-Saint-Liphard (45059)       | 15. Bucy-le-Roi (45058)                | 16. Cercottes (45062)                |
| 17. Cerdon (45063)                   | 18. Chaingy (45067)                  | 19. Chanteau (45072)                   | 20. Charsonville (45081)             |
| 21. Chevilly (45093)                 | 22. Châteauneuf-sur-Loire (45082)    | 23. Châtenoy (45084)                   | 24. Chécy (45089)                    |
| 25. Cléry-Saint-André (45098)        | 26. Coinces (45099)                  | 27. Combleux (45100)                   | 28. Combreux (45101)                 |
| 29. Coulmiers (45109)                | 30. Cravant (45116)                  | 31. Dampierre-en-Burly (45122)         | 32. Darvoy (45123)                   |
| 33. Donnery (45126)                  | 34. Dry (45130)                      | 35. Fay-aux-Loges (45142)              | 36. Fleury-les-Aubrais (45147)       |
| 37. Férolles (45144)                 | 38. Germigny-des-Prés (45153)        | 39. Gidy (45154)                       | 40. Guilly (45164)                   |
| 41. Gémigny (45152)                  | 42. Huisseau-sur-Mauves (45167)      | 43. Huêtre (45166)                     | 44. Ingrannes (45168)                |
| 45. Ingré (45169)                    | 46. Isdes (45171)                    | 47. Jargeau (45173)                    | 48. Jouy-le-Potier (45175)           |
| 49. La Chapelle-Onzerain (45074)     | 50. La Chapelle-Saint-Mesmin (45075) | 51. La Ferté-Saint-Aubin (45146)       | 52. Lailly-en-Val (45179)            |
| 53. Le Bardon (45020)                | 54. Les Bordes (45042)               | 55. Ligny-le-Ribault (45182)           | 56. Lion-en-Beauce (45183)           |
| 57. Lion-en-Sullias (45184)          | 58. Loury (45188)                    | 59. Marcilly-en-Villette (45193)       | 60. Mardié (45194)                   |
| 61. Mareau-aux-Prés (45196)          | 62. Marigny-les-Usages (45197)       | 63. Messas (45202)                     | 64. Meung-sur-Loire (45203)          |
| 65. Ménestreau-en-Villette (45200)   | 66. Mézières-lez-Cléry (45204)       | 67. Neuville-aux-Bois (45224)          | 68. Neuvy-en-Sullias (45226)         |
| 69. Olivet (45232)                   | 70. Orléans (45234)                  | 71. Ormes (45235)                      | 72. Ouvrouer-les-Champs (45241)      |
| 73. Ouzouer-sur-Loire (45244)        | 74. Patay (45248)                    | 75. Rebréchien (45261)                 | 76. Rouvray-Sainte-Croix (45262)     |
| 77. Rozières-en-Beauce (45264)       | 78. Ruan (45266)                     | 79. Saint-Aignan-des-Gués (45267)      | 80. Saint-Aignan-le-Jaillard (45268) |
| 81. Saint-Ay (45269)                 | 82. Saint-Benoît-sur-Loire (45270)   | 83. Saint-Cyr-en-Val (45272)           | 84. Saint-Denis-de-l'Hôtel (45273)   |
| 85. Saint-Denis-en-Val (45274)       | 86. Saint-Florent (45277)            | 87. Saint-Hilaire-Saint-Mesmin (45282) | 88. Saint-Jean-de-Braye (45284)      |
| 89. Saint-Jean-de-la-Ruelle (45285)  | 90. Saint-Jean-le-Blanc (45286)      | 91. Saint-Lyé-la-Forêt (45289)         | 92. Saint-Martin-d'Abbat (45290)     |
| 93. Saint-Pryvé-Saint-Mesmin (45298) | 94. Saint-Père-sur-Loire (45297)     | 95. Saint-Péravy-la-Colombe (45296)    | 96. Saint-Sigismond (45299)          |
| 97. Sandillon (45300)                | 98. Saran (45302)                    | 99. Seichebrières (45305)              | 100. Semoy (45308)                   |
| 101. Sennely (45309)                 | 102. Sigloy (45311)                  | 103. Sougy (45313)                     | 104. Sully-la-Chapelle (45314)       |
| 105. Sully-sur-Loire (45315)         | 106. Sury-aux-Bois (45316)           | 107. Tavers (45317)                    | 108. Tigy (45324)                    |
| 109. Tournoisis (45326)              | 110. Traînou (45327)                 | 111. Trinay (45330)                    | 112. Vannes-sur-Cosson (45331)       |
| 113. Vennecy (45333)                 | 114. Vienne-en-Val (45335)           | 115. Viglain (45336)                   | 116. Villamblain (45337)             |
| 117. Villemurlin (45340)             | 118. Villeneuve-sur-Conie (45341)    | 119. Villereau (45342)                 | 120. Villorceau (45344)              |
| 121. Vitry-aux-Loges (45346)         | 122. Épieds-en-Beauce (45134)        |                                        |                                      |